# Lamprosema leucosemalis
Lamprosema leucosemalis là một loài bướm đêm trong họ Crambidae.